# Sint-Jozefgesticht (Oud Gastel)
Het Sint-Jozef Gesticht (of: Sint-Jozef Liefdesgesticht) was een klooster van de Franciscanessen van Charitas en een instelling voor ziekenzorg. Het bevond zich aan de Veerkensweg te Oud Gastel.

## Geschiedenis
Initiatiefnemer was Joseph van Sprangh. Het Gesticht kwam onder beheer van het RK Armbestuur. In 1866 kwam het hoofdgebouw gereed, een gebouw van 35 meter lang en 13 meter breed, met drie verdiepingen. Op het gebouw was een Sint-Jozefbeeld aangebracht, geschonken door de Sint-Bernardusabdij te Bornem. Het gesticht moest onderdak bieden aan hulpbehoevende Gastelnaren: bejaarden, zieken en wezen.
In 1877 werd een kapel aangebouwd en in 1926 volgde een speciale ziekenvleugel. In 1936 volgde een verdere uitbreiding, nu op de plaats van de oude kapel. Er werd een nieuwe kapel gebouwd. In 1938 was dit alles gereed. Er konden nu 117 personen worden opgenomen.
Door bestuurlijke verwikkelingen en door personeelsgebrek onder de zusters kwam het Gesticht tot een einde: De laatst overgebleven zusters vertrokken in 1954; het ziekenhuis werd opgeheven en overgenomen door de Sint-Victor Stichting van de Broeders van Scheppers. Deze vestigden er het Sint-Jozef Internaat en een School voor Schipperskinderen, die in 1957 startte. De westvleugel en kapel bleven in handen van de oorspronkelijke Stichting en werden bestemd voor bejaardenzorg, tot ze in 1974 werden afgekeurd. De School voor Schipperskinderen werd opgeheven in 1979, wegens gebrek aan leerlingen. In 1983 sloot ook het internaat, waarop de broeders gingen wonen in Huize Sint-Jozef aan de Kerkstraat.
Het bejaardenpension werd in 1979 weer in gebruik genomen, nu als opvangcentrum voor Vietnamese bootvluchtelingen. Later werden er nog Tamils gehuisvest. Het Schippersinternaat is nog in gebruik geweest als bibliotheek. In 1989 werden de gebouwen gesloopt om plaats te maken voor woningen voor ouderen. Slechts de kapel uit 1936 bleef bestaan. Deze werd in 2005 van een nieuwe voorgevel voorzien en fungeert nu als cultureel centrum.

## Externe bron
- Geschiedenis